# 기북면
기북면(杞北面)은 대한민국 경상북도 포항시 북구의 면이다. 기북면은 포항-청송간국도(국도 제31호선)상의 기계면과 죽장면 사이에 위치하며 지방도 제921호선(기북로)을 따라 형성된 조용하고 전형적인 농촌지역이다.

## 개요
동서로는 비학산 달떡이산과 침무산이, 남북으로는 운주산과 성법령이 이어져 병풍처럼 둘러싸여 있는 소분지를 이루어 온화한 기후와 함께 청정지역을 이루고 있다. 문화관광부가 지정한 덕동문화마을, 유물전시관, 덕동청소년수련원, 기북면민복지회관, 비학산 등산로 등이 있으며, 또한 재배하기에 적합한 자연조건으로 벼농사, 과수, 축산 등을 주업으로 하며, 특히 사과, 배, 감, 고추 등의 과수와 농작물은 그 우수성을 인정받고 있다.

## 법정리
- 관천리(冠川里)
- 대곡리(大谷里)
- 성법리(省法里)
- 오덕리(吾德里)
- 용기리(龍基里): 기북면 행정복지센터 소재지
- 율산리(律山里)
- 탑정리(塔亭里)

## 교육 기관
| 기관명               | 소재지                   | 비고 |
| -------------------- | ------------------------ | ---- |
| 기북초등학교         | 북구 기북면 기북로 452   |      |
| 기계중학교기북분교장 | 북구 기북면 기북로 469   |      |
| 덕동청소년수련원     | 북구 기북면 덕동문화길 7 |      |

## 공공 기관
| 기관명           | 소재지                 | 비고 |
| ---------------- | ---------------------- | ---- |
| 기북농업인상담소 | 북구 기북면 기북로 443 |      |

## 의료 기관
| 기관명       | 소재지                      | 비고 |
| ------------ | --------------------------- | ---- |
| 기북보건지소 | 북구 기북면 기북로472번길 1 |      |

## 간선 도로
| 구분 | 도로 이름                                                        |
| ---- | ---------------------------------------------------------------- |
| 로   | 기북로 (지방도 제921호선)                                        |
| 길   | 구관길, 덕동문화길, 비학산길, 오덕길, 용기길, 율산남길, 율산북길 |